# Маљано Романо
Маљано Романо (итал. Magliano Romano) је насеље у Италији у округу Рим, региону Лацио.
Према процени из 2011. у насељу је живело 1398 становника. Насеље се налази на надморској висини од 266 м.

## Становништво
Према резултатима пописа становништва 2011. у општини је живело 1.470 становника.
| 1936. | 1951. | 1961. | 1971. | 1981. | 1991. | 2001. | 2011. |
| ----- | ----- | ----- | ----- | ----- | ----- | ----- | ----- |
| 963   | 1.046 | 1.013 | 985   | 1.030 | 1.096 | 1.322 | 1.470 |